# Герб Любалін
Герберт Ф. Любалін ([luːˈbɑːlɪn]; 17 березня 1918 — 24 травня 1981) — американський графічний дизайнер. Він співпрацював з Ральфом Гінзбургом над трьома журналами Гінзбурга: Eros, Fact і Avant Garde. Для останнього з них він розробив шрифт ITC Avant Garde.

## Біографія
Герб Любалін народився 17 березня 1918 року в Нью-Йорку. Там він жив із батьками, старшою сестрою та братом-близнюком. Його батьки дуже цінували мистецтво і підтримували його мистецькі здібності та талант. На початку навчання його батьки зрозуміли, що він був дальтоніком.

## Освіта та початок кар'єри
Любалін вступив до Cooper Union у віці сімнадцяти років і швидко зацікавився типографікою як засобом спілкування. Ґертруда Снайдер зазначає, що в цей період Любалін був особливо вражений різницею в інтерпретаціях, які можна було накласти, змінюючи один шрифт на інший, завжди «зачарований виглядом і звучанням слів (як він) розширював їх повідомлення з типографським ефектом».
Після закінчення школи в 1939 році Любаліну було важко знайти роботу; його звільнили з роботи у виставковій фірмі після того, як він попросив підвищення з 8 доларів США на тиждень (близько 100 доларів США у валюті 2006 року) до 10 доларів США.
Любалін ненадовго перейшов у Reiss Advertising, а потім (у 1945 році) у Sudler & Hennessey, де пропрацював 19 років. Любалін і Джон Дж. Грем створили оригінальний NBC Peacock у 1957 році в Sudler.  Веб-книга Cooper Union, 100 Days of Herb Lubalin (день 46), показує рекламу Судлера з 1950-х років, яка показує, що серед його співробітників були Енді Ворхол, Арт Кейн і Джон Пістіллі.
Pistilli Roman (1964) був першим шрифтом Любаліна. Зображення Google показують, що з 1978 по 1985 роки вона стала торговою маркою Лінкольн-центру, Метрополітен-опери та Нью-Йоркської філармонії.
У 1961 році Любалін розробив торгову марку для Saturday Evening Post, яку вона використовувала кілька років. Його робота по редизайну журналу була зображена на обкладинці Нормана Роквелла. 
У 1964 році Любалін залишив Судлер, щоб відкрити власну фірму Herb Lubalin, Inc.

## Приватна практика

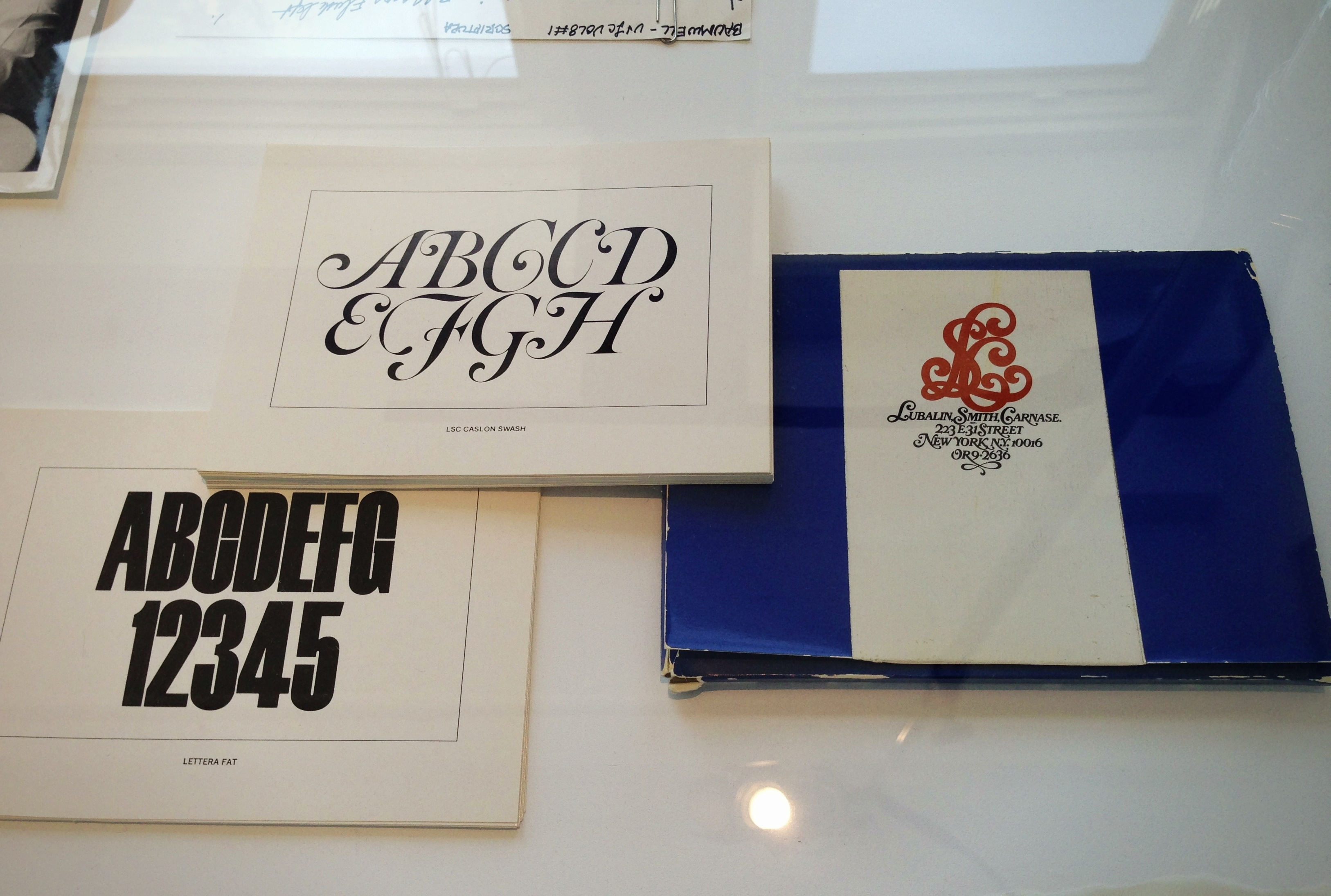
Пам'ятні речі Любаліна Сміта Карназа

Любалін створив торгову марку Всесвітнього торгового центру під час його відкриття (1973). Він створив версії Reader's Digest, New Leader і всю серію журналу Eros, остання з яких була предметом справи щодо непристойності у Верховному суді США, Ginzburg v. United States 383 US 463 (1966).

### Журнал «Ерос»іжурнал «Факт».
У приватній студії Любаліна він працював над низкою широкомасштабних проектів, від дизайну плакатів і журналів до рішень упаковки та айдентики. Саме тут він став найбільш відомим завдяки своїй роботі над серією журналів, виданих Ральфом Гінзбургом : Eros, Fact і Avant Garde.
Ерос (чотири номери, весна 1962-1963) присвятив себе красі зростаючого почуття сексуальності та експерименту, особливо в контркультурі, що розвивається. Це була якісна продукція без реклами, а великий формат (13 на 10 дюймів) робив її схожою на книгу, а не на квартальний журнал. Він був надрукований на різних видах паперу, а редакційний дизайн був одним із найкращих, які будь-коли робив Любалін. Його швидко закрили після справи про непристойність, порушеної Поштовою службою США.
Гінзбург і Любалін послідували за фактом, в основному заснованим на ставленні до Ероса. Притаманний цьому журналу настрій проти істеблішменту піддавався авторам-аутсайдерам, яких не можна було публікувати в основних ЗМІ; Головний редактор Fact Уоррен Боросон зазначив, що «більшість американських журналів, які наслідують Reader's Digest, валяються в цукрі та всьому приємному; Факт сам по собі мав пікантність». Замість того, щоб наслідувати шокуючий шаблон дизайну для публікації, Любалін обрав елегантну мінімалістичну палітру, яка складається з динамічної типографіки із зарубками, збалансованої високоякісними ілюстраціями. Журнал друкувався з обмеженим бюджетом, тож Любалін залишився чорно-білим друком на некрейдованому папері, а також обмежився одним або двома шрифтами та заплатив одному художнику за обробку всіх ілюстрацій, замість того, щоб мати справу з кількома авторами. Результатом став динамічний мінімалізм, який підкреслював глибинні настрої журналу краще, ніж «пошарпаний саморобний вигляд підпільної преси [або] кричуща типографіка сенсаційних таблоїдів».
Сам Fact викликав суперечки, як і Ерос перед ним, після того, як Баррі Голдуотер, кандидат у президенти від Республіканської партії протягом кількох років судився над ним, про якого Fact написав статтю під назвою «Несвідоме консерватора: особлива проблема свідомості Баррі Голдвотера». Голдуотер отримав загальну суму в 90 000 доларів США, фактично припинивши роботу Fact.

#### Логотип
Створення логотипу журналу виявилося важким, головним чином через труднощі, пов'язані з несумісними комбінаціями літер у назві. Рішення Lubalin складалося з щільно підігнаних комбінацій літер для створення футуристичної, миттєво впізнаваної ідентичності.  Попит на повний набір логотипу був надзвичайно високим у дизайнерській спільноті, тому Любалін випустив ITC Avant Garde від своєї International Typeface Corporation у 1970 році. Стівен Геллер, один із колег Любаліна, медалістів AIGA, зазначає, що «надмірна кількість лігатур . . . були неправильно використані дизайнерами, які не мали розуміння того, як використовувати ці типографські форми», далі коментуючи, що «Авангард був підписом Любаліна, і в його руках він мав характер; в інших це було помилкове обличчя в стилі Futura».

#### Дизайн сторінки
«Авангард» (14 випусків, січень 1968 — літо 1971) також надав Любаліну широкий формат широких друкарських експериментів; формат сторінки був майже квадратним 11,25 на 10,75 дюймів, переплетеним у картонну обкладинку, фізична якість, яка разом із макетами Любаліна привернула увагу багатьох дизайнерів Нью-Йорка. Гінзбург, який мав певний досвід роботи фотографом, дав Любаліну повний контроль над зовнішнім виглядом журналу: «Херб створив графічне враження. Я ніколи не намагався його скасувати і майже ніколи не заперечував з ним». Інші випуски включали портфоліо еротичних гравюр Пікассо, якими часто нехтували, які Любалін охоче поєднував із власною естетикою, друкуючи їх різноманітними кольорами, на реверсі або на бентежному фоні. На жаль, Avant Garde знову потрапив у поле зору цензорів після випуску з алфавітом, написаним оголеними моделями; Ральфа Гінзбурга відправили у в'язницю, і видання припинилося, наклад якого все ще зростав у 250 000 примірників.

### ЖурналU&lc
Останні десять років свого життя Любалін провів, працюючи над різноманітними проектами, відіграючи ключову роль у International Typeface Corporation та її друкарському журналі U&lc (скорочення від Upper and small case). Стівен Хеллер стверджує, що U&lc був першим Emigre або, принаймні, шаблоном для його подальших успіхів, саме для цього поєднання просування та революційних змін у дизайні шрифту. Далі Геллер зазначає: «В U&lc він випробував, наскільки розбиті та виразні літери можуть бути досягнуті. Під опікою Любаліна міцно закріпилася еклектична друкарня». Любалін насолоджувався свободою, яку надавав йому журнал; його цитували: «Зараз у мене є те, чого хоче кожен дизайнер, і лише небагатьом пощастило цього досягти. Я сам собі клієнт. Ніхто не говорить мені, що робити».

## Подальше читання
- Гертруда Снайдер; трава любалин; Алан Пеколік. «Герб Любалін: арт-директор, графічний дизайнер і типограф». Нью-Йорк: Американська вітрина (1985)OCLC 12175480
- Адріан Шонессі. «Герб Любалін: американський графічний дизайнер» . Лондон: Unit Editions (2012).ISBN 978-0-9562071-6-6ISBN 978-0-9562071-6-6